# Antonio Fernández Grilo
Antonio Fernández Grilo (Córdoba, 1845-Madrid, 1906) fue un poeta y periodista español.

## Biografía
Nacido el 13 de enero de 1845 en Córdoba, su infancia y juventud se desarrollaron en su ciudad natal, donde ganó el primer premio en unos juegos florales en el Círculo de la Amistad en 1862, y eso marcó su camino de poeta. Siendo muy joven, escribió una oda Al mar, que levantó expectación debido a que fue escrita sin que el autor hubiera visto nunca el mar. Comenzó a tener como mecenas a hombres importantes en la escena social cordobesa: el barón de Fuente de Quinto o el conde de Torres Cabrera, quien le editó un libro de Poesías (Córdoba, 1869) cuya segunda edición apareció en 1879 en Madrid con un éxito extraordinario.

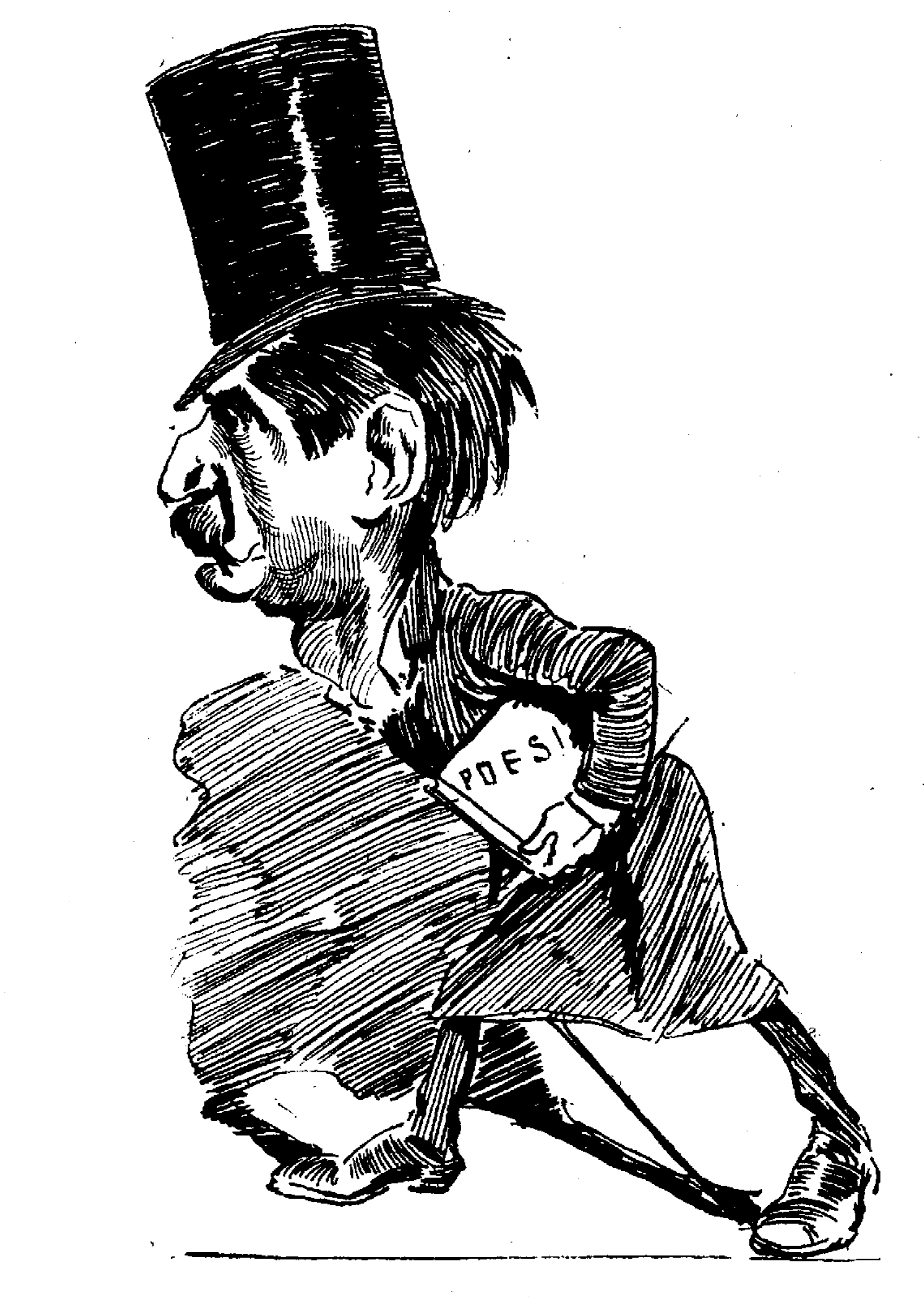
Caricaturizado por Luque (Madrid Cómico, 26 de febrero de 1881)

Marchó a Madrid para dedicarse al periodismo, y allí fue redactor de El Contemporáneo, El Tiempo, La Libertad y El Debate. Su carácter despierto y su talento como recitador le hizo abrirse camino entre las clases influyentes hasta llegar a convertirse en el "poeta real" de Alfonso XII, concendiéndole este una pensión vitalicia. Fue tal su relación con la Casa Real, que Isabel II de España, le costeó la edición de otro libro Ideales, esta vez editado en París, por el año  1891. Los reyes se sabían algunos de sus poemas de memoria. 
Emilio Castelar y José Zorrilla le reputaban por uno de los primeros poetas de la época. Cultivó la amistad de José Jurado de la Parra, poeta baezano. Escribió poemas muy populares como El invierno, La chimenea campesina, La Nochebuena, El dos de mayo, El siglo XX, Al mar, La monja y la más famosa de todas, Las ermitas de Córdoba. El pueblo le apreciaba además por su carácter simpático y mundano, aunque críticos como Leopoldo Alas lo detestaban, según Ricardo de Montis.

Hallábase dotado de un carácter bullicioso; había nacido para vivir en sociedad; tenía don de gentes. Profundo conocedor de las debibilidades humanas, plenamente convencido de que el mundo es una comedia y dispuesto á pasar la vida todo lo mejor que le fuera posible, nunca mostrábase parco en el elogio. Jamás rehusaba halagar las ajenas vanidades, siempre estaba en situación- como dicen los actores- al representar su papel en el teatro social, y procuraba cuidadosamente que la risa no asomara a sus labios cuando debía aparecer triste, ni que la expresión del dolor saliera a otros cuando debía estar alegre.

En 1906 resultó elegido académico numerario de la Lengua, pero no llegó a tomar posesión de su silla. En su poesía la forma prevalece sobre el fondo y más que en las ideas destaca en la imaginación; posee sensibilidad y armonía, pero no seleccionó sus temas y escribió numerosas poesías de circunstancias. Falleció en Madrid en 1906.